# Freie-Partie-Europameisterschaft der Junioren 1996/97

Logo CEB (ausrichtender Verband)

Die Freie-Partie-Europameisterschaft der Junioren 1996 war das 21. Turnier in dieser Disziplin des Karambolagebillards und fand vom 6. bis zum 8. Dezember 1996 in Granollers statt. Die Meisterschaft zählte zur Saison 1996/97.

## Geschichte
Der Niederländer Gunther Vastré verteidigte vor den Belgiern Stéphane Libert und Johan Loncelle den Titel.

## Modus
Gespielt wurde eine Vorrunde im Round-Robin-Modus, danach eine Knock-out-Runde  bis 300 Punkte oder 20 Aufnahmen.
Platzierung in den Tabellen bei Punktgleichheit:
1. MP = Matchpunkte
2. GD = Generaldurchschnitt
3. HS = Höchstserie

## Vorrunde
| Abschlusstabelle Gruppe A | Abschlusstabelle Gruppe A | Abschlusstabelle Gruppe A | Abschlusstabelle Gruppe A | Abschlusstabelle Gruppe A | Abschlusstabelle Gruppe A | Abschlusstabelle Gruppe A | Abschlusstabelle Gruppe A | Abschlusstabelle Gruppe A |
| Platz                     | Name                      | MP                        | Pkte                      | Aufn.                     | GD                        | BED                       | HS                        |                           |
| ------------------------- | ------------------------- | ------------------------- | ------------------------- | ------------------------- | ------------------------- | ------------------------- | ------------------------- | ------------------------- |
| 1                         | Juan Carlos Pareras       | 6:0                       | 900                       | 10                        | 90,00                     | 300,00                    | 300                       |                           |
| 2                         | Davy van Geel             | 4:2                       | 600                       | 8                         | 75,00                     | 100,00                    | 297                       |                           |
| 3                         | Sven Daske                | 2:4                       | 725                       | 15                        | 48,33                     | 33,33                     | 258                       |                           |
| 4                         | Brice Briére              | 0:6                       | 43                        | 19                        | 2,26                      | -                         | 13                        |                           |

| Abschlusstabelle Gruppe B | Abschlusstabelle Gruppe B | Abschlusstabelle Gruppe B | Abschlusstabelle Gruppe B | Abschlusstabelle Gruppe B | Abschlusstabelle Gruppe B | Abschlusstabelle Gruppe B | Abschlusstabelle Gruppe B | Abschlusstabelle Gruppe B |
| Platz                     | Name                      | MP                        | Pkte                      | Aufn.                     | GD                        | BED                       | HS                        |                           |
| ------------------------- | ------------------------- | ------------------------- | ------------------------- | ------------------------- | ------------------------- | ------------------------- | ------------------------- | ------------------------- |
| 1                         | Esteve Mata               | 6:0                       | 900                       | 13                        | 69,23                     | 150,00                    | 291                       |                           |
| 2                         | Michael Mikkelsen         | 4:2                       | 814                       | 8                         | 101,75                    | 100,00                    | 294                       |                           |
| 3                         | Patrick Sofsky            | 2:4                       | 307                       | 31                        | 9,90                      | 13,45                     | 84                        |                           |
| 4                         | Alexander Mayer           | 0:6                       | 106                       | 26                        | 4,07                      | -                         | 23                        |                           |

| Abschlusstabelle Gruppe C | Abschlusstabelle Gruppe C | Abschlusstabelle Gruppe C | Abschlusstabelle Gruppe C | Abschlusstabelle Gruppe C | Abschlusstabelle Gruppe C | Abschlusstabelle Gruppe C | Abschlusstabelle Gruppe C | Abschlusstabelle Gruppe C |
| Platz                     | Name                      | MP                        | Pkte                      | Aufn.                     | GD                        | BED                       | HS                        |                           |
| ------------------------- | ------------------------- | ------------------------- | ------------------------- | ------------------------- | ------------------------- | ------------------------- | ------------------------- | ------------------------- |
| 1                         | Gunther Vastré            | 6:0                       | 900                       | 10                        | 90,00                     | 300,00                    | 300                       |                           |
| 2                         | Stéphane Libert           | 4:2                       | 612                       | 8                         | 76,50                     | 300,00                    | 300                       |                           |
| 3                         | Jean Francois Florent     | 2:4                       | 394                       | 30                        | 13,13                     | 12,80                     | 89                        |                           |
| 4                         | Tamás Szolnoki            | 0:6                       | 238                       | 26                        | 9,15                      | -                         | 44                        |                           |

| Abschlusstabelle Gruppe D | Abschlusstabelle Gruppe D | Abschlusstabelle Gruppe D | Abschlusstabelle Gruppe D | Abschlusstabelle Gruppe D | Abschlusstabelle Gruppe D | Abschlusstabelle Gruppe D | Abschlusstabelle Gruppe D | Abschlusstabelle Gruppe D |
| Platz                     | Name                      | MP                        | Pkte                      | Aufn.                     | GD                        | BED                       | HS                        |                           |
| ------------------------- | ------------------------- | ------------------------- | ------------------------- | ------------------------- | ------------------------- | ------------------------- | ------------------------- | ------------------------- |
| 1                         | Fabien Canonne            | 6:0                       | 900                       | 8                         | 112,50                    | 300,00                    | 300                       |                           |
| 2                         | Johan Loncelle            | 4:2                       | 600                       | 14                        | 42,85                     | 60,00                     | 242                       |                           |
| 3                         | Tejs Tafdrup              | 2:4                       | 681                       | 22                        | 30,95                     | 23,07                     | 168                       |                           |
| 4                         | Josep Miguel Fatchini     | 0:6                       | 361                       | 24                        | 15,04                     | -                         | 100                       |                           |

## Finalrunde
|  | Viertelfinale 300/20 | Viertelfinale 300/20      |                      |                       | Halbfinale 300/20  | Halbfinale 300/20    |  |  | Finale 300/20 | Finale 300/20 |
|  |                      |                           |                      |                       |                    |                      |  |  |               |               |
|  |                      |                           |                      |                       |                    |                      |  |  |               |               |
|  | Juan Carlos Pareras  | 0:2/3(2)/1,50/3           |                      |                       |                    |                      |  |  |               |               |
|  | Juan Carlos Pareras  | 0:2/3(2)/1,50/3           |                      |                       |                    |                      |  |  |               |               |
|  | Johan Loncelle       | 2:0/300(2)/150,00/208     |                      |                       |                    |                      |  |  |               |               |
|  | Johan Loncelle       | 2:0/300(2)/150,00/208     | Johan Loncelle       | 0:2/281(8)/35,12/156  |                    |                      |  |  |               |               |
|  |                      |                           | Johan Loncelle       | 0:2/281(8)/35,12/156  |                    |                      |  |  |               |               |
|  |                      | Gunther Vastré            | 2:0/300(8)/37,50/155 |                       |                    |                      |  |  |               |               |
|  | Gunther Vastré       | Gunther Vastré            | 2:0/300(8)/37,50/155 | 2:0/300(1)/300,00/300 |                    |                      |  |  |               |               |
|  | Gunther Vastré       |                           |                      | 2:0/300(1)/300,00/300 |                    |                      |  |  |               |               |
|  | Michael Mikkelsen    | 0:2/0(1)/0,00/0           |                      |                       |                    |                      |  |  |               |               |
|  |                      |                           | Gunther Vastré       | 2:0/300(1)/300,00/300 |                    |                      |  |  |               |               |
|  |                      |                           |                      | Stéphane Libert       | 0:2/68(1)/68,00/68 |                      |  |  |               |               |
|  | Esteve Mata          | 0:2/300(2)(0)/150,00/300  |                      |                       |                    |                      |  |  |               |               |
|  | Stéphane Libert      | 2:0/300(2)(30)/150,00/253 |                      |                       |                    |                      |  |  |               |               |
|  | Stéphane Libert      | 2:0/300(2)(30)/150,00/253 | Stéphane Libert      | 2:0/300(3)/100,00/254 |                    |                      |  |  |               |               |
|  |                      |                           | Stéphane Libert      | 2:0/300(3)/100,00/254 | Spiel um Platz 3   |                      |  |  |               |               |
|  |                      | Fabien Canonne            | 0:2/25(3)/8,33/25    |                       |                    |                      |  |  |               |               |
|  | Fabien Canonne       | Fabien Canonne            | 0:2/25(3)/8,33/25    | 2:0/300(7)/42,85/181  | Johan Loncelle     | 2:0/300(9)/33,33/109 |  |  |               |               |
|  | Fabien Canonne       |                           |                      | 2:0/300(7)/42,85/181  | Johan Loncelle     | 2:0/300(9)/33,33/109 |  |  |               |               |
|  | Davy van Geel        | 0:2/271(7)/38,71/250      |                      | Fabien Canonne        | 0:2/41(9)/4,55/26  |                      |  |  |               |               |
|  | Davy van Geel        | 0:2/271(7)/38,71/250      |                      |                       | 0:2/41(9)/4,55/26  |                      |  |  |               |               |
|  |                      |                           |                      |                       |                    |                      |  |  |               |               |

## Endergebnis
| MP    | Match Points (Sieger = 2; Unentschieden = 1; Verlierer = 0) |
| Pkte. | Erzielte Karambolagen                                       |
| Aufn. | Benötigte Versuche                                          |
| GD    | Generaldurchschnitt                                         |
| BED   | Bester Einzeldurchschnitt eines Spielers                    |
| HS    | Höchstserie                                                 |
|       | Bester GD des Turniers                                      |
|       | Bester ED des Turniers                                      |
|       | Beste HS des Turniers                                       |
|       | 1. Platz (Gold)                                             |
|       | 2. Platz (Silber)                                           |
|       | 3. Platz (Bronze)                                           |

| Platz                      | Name                  | MP   | Pkte | Aufn. | GD    | BED    | HS  |
| -------------------------- | --------------------- | ---- | ---- | ----- | ----- | ------ | --- |
| 1                          | Gunther Vastré        | 12:0 | 1800 | 20    | 90,00 | 300,00 | 300 |
| 2                          | Stéphane Libert       | 8:4  | 1280 | 14    | 91,42 | 300,00 | 300 |
| 3                          | Johan Loncelle        | 8:4  | 1481 | 33    | 44,87 | 150,00 | 242 |
| 4                          | Fabien Canonne        | 8:4  | 1266 | 27    | 46,88 | 300,00 | 300 |
| 5                          | Esteve Mata           | 6:2  | 1200 | 15    | 80,00 | 150,00 | 300 |
| 6                          | Juan Carlos Pareras   | 6:2  | 903  | 12    | 75,25 | 300,00 | 300 |
| 7                          | Michael Mikkelsen     | 4:4  | 814  | 9     | 90,44 | 100,00 | 294 |
| 8                          | Davy van Geel         | 4:4  | 871  | 15    | 58,06 | 100,00 | 297 |
| 9                          | Sven Daske            | 2:4  | 725  | 15    | 48,33 | 33,33  | 258 |
| 10                         | Tejs Tafdrup          | 2:4  | 681  | 22    | 30,95 | 23,07  | 168 |
| 11                         | Jean Francois Florent | 2:4  | 394  | 30    | 13,13 | 12,80  | 89  |
| 12                         | Patrick Sofsky        | 2:4  | 307  | 31    | 9,90  | 13,45  | 84  |
| 13                         | Josep Miguel Fatchini | 0:6  | 361  | 24    | 15,04 | -      | 100 |
| 14                         | Tamás Szolnoki        | 0:6  | 238  | 26    | 9,15  | -      | 44  |
| 15                         | Alexander Mayer       | 0:6  | 106  | 26    | 4,07  | -      | 23  |
| 16                         | Brice Briére          | 0:6  | 43   | 19    | 2,26  | -      | 13  |
| Turnierdurchschnitt: 36,89 |                       |      |      |       |       |        |     |